# Abraham de Amézaga
 (mai 2020).
Si vous disposez d'ouvrages ou d'articles de référence ou si vous connaissez des sites web de qualité traitant du thème abordé ici, merci de compléter l'article en donnant les références utiles à sa vérifiabilité et en les liant à la section « Notes et références ».
 (avril 2025).
Pour les articles homonymes, voir Amézaga.
Abraham de Amézaga est un journaliste et conférencier espagnol né à Bilbao le 5 décembre 1974.
Correspondant en Europe des éditions Mexique et Amérique latine du magazine Vogue pendant dix ans, il est l'auteur de textes dans les livres Balenciaga. De París a San Sebastián et Carta de amor a Cristóbal de Balenciaga. Son dernier livre est intitulé Inspiradoras (Inspiratrices).
Amézaga a été professeur du Master de Communication Mode et Beauté  Vogue-Université Carlos III à Madrid, de l'Istituto Marangoni à Paris et donne des conférences en Europe -Espagne et France-, en Amérique latine et aux États-Unis sur les grands noms de la mode et le luxe.
Membre du jury international des Prix Villégiature, qui récompensent chaque année les meilleurs hôtels, entre 2005 et 2018.
Actuellement il écrit sur la qualité et le slow life et collabore avec différents médias.

## Livres
- Balenciaga. De París a San Sebastián (Kutxa, 2001). Plusieurs auteurs
- Carta de amor a Cristóbal Balenciaga  (IVAM, 2002). Plusieurs auteurs
- Elías Amézaga Urlézaga (Eusko Ikaskuntza-Société d'Études Basques, 2006).
- Elías Amézaga. Vida y obra (Eusko Ikaskuntza-Société d'Études Basques, 2009).
- Inspiradoras (Ediciones Recovecos, 2011).

## Interviews et références
- Radio France Internationale en espagnol 1. Émission de Silvia Celi
- Radio France Internationale en espagnol 2. Émission de Silvia Celi
- Interview de Abraham de Amézaga dans le quotidien El Correo
- Interview de El Diario Vasco
- Blog de Paulo Mariotti, Vogue Brésil
- Interview dans le quotidien du Costa Rica La Nación
- Interview de Abraham de Amézaga dans Luxury Must TV
- Vidéo sur le livre Inspiradoras, de Abraham de Amézaga